# No Time to Explain
A No Time to Explain egy platformjáték, melyet a 2011 első felében Tom Brien és Alex Nichiporchik által létrehozott csapat, a tinyBuildGames készített.  Első játékuk fejlesztésének előzménye a Brien által készített, azonos címet viselő, böngészőben futtatható flashjáték, ami 2011. január 6-án került fel az internetre. A játék 2011. augusztus 15-én jelent meg Linux, Windows és Mac OS X operációs rendszerekre, de a készítők Xbox Live Arcade, PlayStation 3, PlayStation Vita és iOS változatokat is terveznek. A fejlesztők ígéretükhöz híven Season 2 névvel kiadták a folytatást 2011. december 15-én, amit az első rész vásárlói ingyen megkaptak. 2012. január 10-én bejelentették, hogy a két részt egy egységes programmá alakították és ezt a változatot a Steam rendszerén keresztül kívánják terjeszteni.
A játék során több nagy kaliberű fegyvert lesz alkalma  a játékosnak kipróbálni, ami a továbbjutásban és az óriási szörnyekkel való harcban segíti.
A játék zenéjéért MrFuby a felelős, a 10 számból álló összeállítást pedig a készítők saját oldalukon keresztül bárki számára megvásárolhatóvá tették.

## Történet
A játék során egy névtelen főhőst irányíthat a játékos, aki előtt hirtelen megjelenik jövőbeli alteregója, de nincs ideje a történéseket magyarázni, mivel ismeretlen okokból kifolyólag egy szörny elrabolja. A feladat, hogy téren és időn keresztül kövesse és megmentse másik énjét az időutazásokban, paradoxonokban és alternatív idővonalakban bővelkedő cselekmény során.

## Fejlesztés
A No Time to Explain egy böngészőben futtatható flashjátékként indult, amit Tomb Brien 2011. január 6-án tett közzé a Newgrounds internetes oldalon. Jelenleg a megtekintések száma már 470 ezer felett jár. A sikerek hatására úgy döntött, elkészíti a teljes verziót, amiben Alex Nichiporchik is a segítségére volt.
A fejlesztést 2011 februárjában kezdték meg. Kezdetben a PC és Mac változat elkészítését tűzték ki célul, 2011 második negyedévére. Később azonban Linux, Xbox Live Arcade, PlayStation 3, PlayStation Vita és iOS rendszerekre való megjelenését is számításba vették. A két változat közötti különbség a pályák számában és a pályatervezésben (a rajzolt pályák helyett elemekből fog felépülni, hasonlóan a Super Mario Bros. és a Super Meat Boy játékokhoz) lesz megfigyelhető. 
2011. április 11-én bejelentették, hogy a Kickstarter oldalon gyűjtést szerveznek, hogy a támogatások segítségével a játékot több platformra is elkészíthessék. A kitűzött 7 ezer dolláros célt kevesebb mint egy nap alatt elérték, az összes pedig hamarosan 26 ezer dollárra nőtt, amiben Markus Persson, a Minecraft fejlesztője is segítette őket 2 ezer dollárral.
A játékot a készítők 2011. augusztus 20-án feltöltötték az egyik legnagyobb internetes megosztó oldalra, a The Pirate Bay-re. Ez a változat egyedi, kalózos jellemvonásokkal bírt. (Például az összes karakterre kalózsapka került.) Elmondásuk szerint az illegális letöltés lehetősége nem csökkentette bevételeiket, sokan pozitívan értékelték az akciójukat és emiatt vették meg a játékot.